# Alphus tuberosus
Alphus tuberosus là một loài bọ cánh cứng trong họ Cerambycidae.